# Mistrzostwa Polski w Skokach Narciarskich 1933
14. Mistrzostwa Polski w Skokach Narciarskich – zawody o mistrzostwo Polski w skokach narciarskich, które odbyły się 19 lutego 1933 roku na Wielkiej Krokwi w Zakopanem.
W konkursie o mistrzostwo Polski zwyciężył Stanisław Marusarz, srebrny medal zdobył Piotr Kolesar, a brązowy - Franciszek Gut-Szczerba.

## Wyniki konkursu
| Miejsce | Zawodnik                | Klub              | Skok 1 | Skok 2 | Punkty |
| ------- | ----------------------- | ----------------- | ------ | ------ | ------ |
| 1. (1.) | Stanisław Marusarz      | SNPTT Zakopane    | 67,0   | 66,0   | 223,6  |
| 2. (2.) | Piotr Kolesar           | TS Wisła Zakopane | 64,0   | 62,5   | 216,0  |
| 3. (6.) | Franciszek Gut-Szczerba | TS Wisła Zakopane | 52,0   | 55,0   | 194,5  |
| 4. (7.) | Adam Bäcker-Giewont     | TS Wisła Zakopane | 50,0   | 52,0   | 193,3  |
| 5. (8.) | Ludwik Gabryś           | TS Wisła Zakopane | 52,0   | 52,0   | 187,1  |
| 6. (9.) | Franciszek Marduła      | Sokół Zakopane    | 51,0   | 51,0   | 181,8  |

W nawiasach podano miejsce zajęte w zawodach z uwzględnieniem zagranicznych zawodników.
Trzecie miejsce w międzynarodowym konkursie zajął Dolenský, czwarty był Jaroslav Lukeš, a piąty - Antonín Bartoň (wszyscy trzej byli reprezentantami Czechosłowacji).